# استان شروان کوهستانی

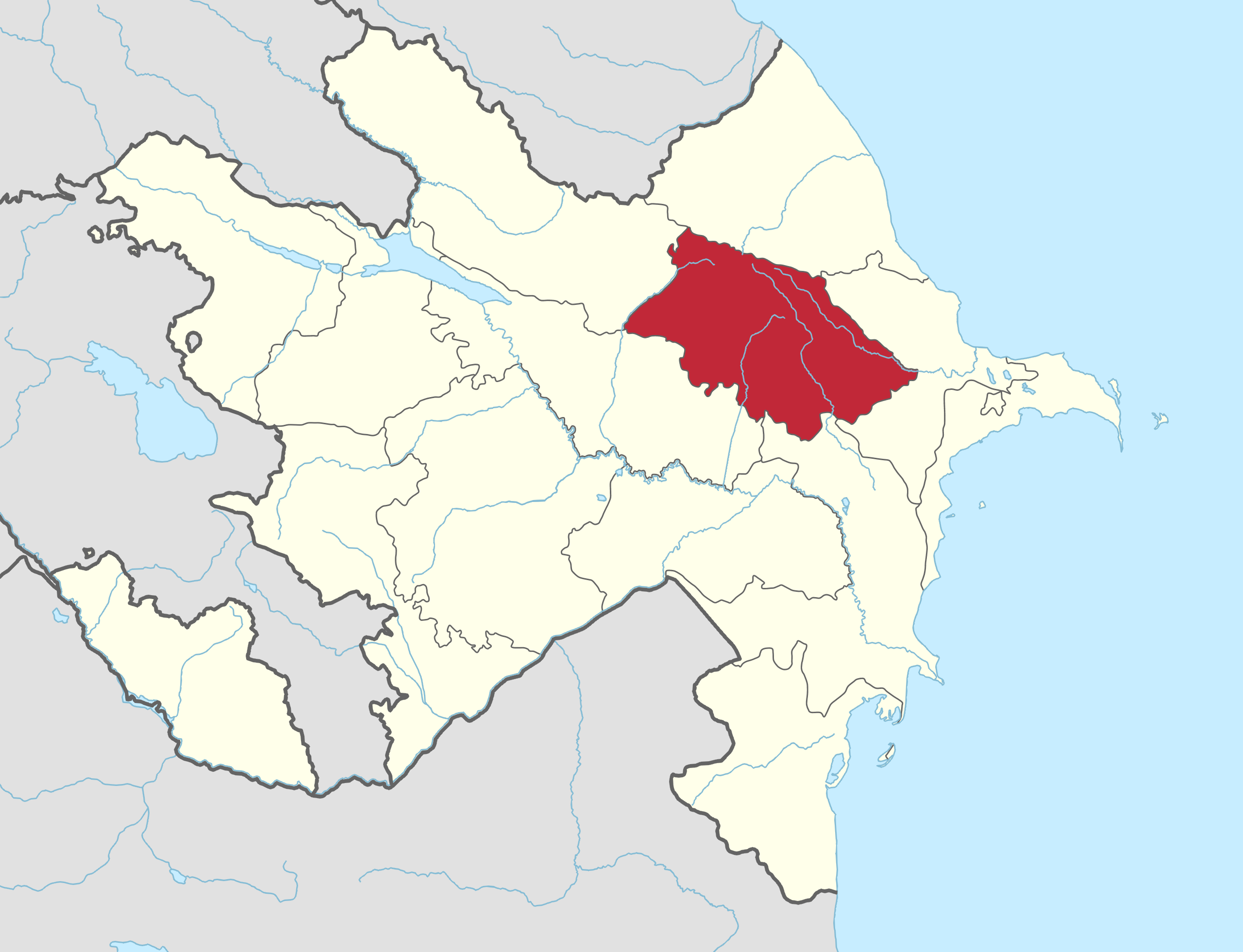
موقعیت استان شروان کوهستانی در نقشهٔ تقسیمات کشوری جمهوری آذربایجان.

استان شروان کوهستانی (به ترکی آذربایجانی: Dağlıq Şirvan İqtisadi Rayonu) یکی از بخش‌های ۱۴ گانهٔ سطح اول تقسیمات کشوری در جمهوری آذربایجان است.
این استان با ۶٬۱۳۰ کیلومتر مربع وسعت، هفتمین بخش کشور و با ۳۲۴٬۸۰۰ نفر جمعیت (۲۰۲۱)، چهاردهمین بخش کشور (کم‌جمعیت‌ترین استان) محسوب می‌شود.
استان شروان کوهستانی از سمت شمال به استان قبه-خاچماز، از سمت جنوب به استان‌های اران مرکزی و شروان-سالیان، از سمت شرق به آب‌شوران-خیزی و از سمت غرب به استان شکی-زاقاتالا محدود شده‌است.
این استان به ۴ قسمت شامل ۴ «شهرستان» یا «منطقه» (Rayon) تقسیم شده‌است و فاقد «شهر تابع جمهوری» (Respublika Tabeli Şəhər) است:

## فهرست شهرهای تابع جمهوری
ندارد.

## فهرست شهرستان‌ها
| ردیف | نام شهرستان | مساحت (کیلومتر مربع) | جمعیت (۲۰۰۹) | جمعیت (۲۰۱۹) | جمعیت (۲۰۲۱) | رتبه در استان |
| ---- | ----------- | -------------------- | ------------ | ------------ | ------------ | ------------- |
| ۱    | شماخی       | ۱٬۶۷۰                | ۹۱٬۶۰۰       | ۱۰۵٬۱۰۰      | ۱۰۷٬۴۰۰      | ۱             |
| ۲    | اسماعیللی   | ۲٬۰۷۰                | ۷۹٬۳۰۰       | ۸۶٬۷۰۰       | ۸۷٬۹۰۰       | ۲             |
| ۳    | آق‌سو        | ۱٬۰۲۰                | ۷۰٬۶۰۰       | ۸۰٬۱۰۰       | ۸۱٬۶۰۰       | ۳             |
| ۴    | قبوستان     | ۱٬۳۷۰                | ۴۰٬۱۰۰       | ۴۶٬۷۰۰       | ۴۷٬۹۰۰       | ۴             |